# Number Assignment Module
Number Assignment Module (NAM) ou Módulo de Designação de Número é uma memória existente em telefones celulares que guarda dados sobre o aparelho e o número de telefone a ele associado. Aparelhos com opção de configurar duas ou mais NAMs possibilitam registrar o telefone em mais de uma região.

## Nokia
Em muitos aparelhos da empresa Nokia, a NAM pode ser acessada e configurada digitando-se *#639#.